# 巴拉索爾縣

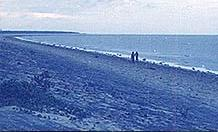

巴拉索爾縣（Balasore district）是印度的一個縣，位於該國東部，由奧里薩邦負責管轄，面積3,634平方公里，海拔高度90米，每年平均降雨量1,583毫米，識字率為80.66%，2011年人口2,317,419，人口密度每平方公里638人。

## 外部連結
- Official website of Balasore District （页面存档备份，存于）
- Balasore （页面存档备份，存于） at Encyclopedia Astronautica